# 內華達州第二國會選區
內華達州第二國會選區（英語：Nevada's 2nd congressional district）是美国内华达州的一個國會選區，始於1983年。範圍包括該州的北部。2010年人口705,118人。
本區議席一直為共和黨把持。2011年以來當區眾議員為馬克·阿莫迪。